# Botellita de Jerez
Botellita de Jerez, conocida posteriormente como La HH Botellita de Jerez, fue una banda de rock mexicana formada en la Ciudad de México en el año 1983.
Tuvo diferentes alineaciones e integrantes desde su fundación siendo la alineación original: Sergio Arau (guitarra y voz, quien se separó del grupo en los años 1988 y 2013), Armando Vega Gil (bajo y voz) y Francisco Barrios (batería y voz). Desde el año 2014 hasta el año 2019, se presentaron bajo el nombre de La HH Botellita de Jerez (que ya había estado con este nombre desde el año 1987 hasta el año 1997 y con la misma alineación), con la siguiente alineación: Armando Vega Gil en el bajo, Francisco Barrios en la batería, Santiago Ojeda en la guitarra eléctrica y el Sr. González en los teclados, las congas y voz.

## Contexto y concepto de la banda
Botellita de Jerez se caracteriza por un enfoque musical festivo e irreverente, integrando sketches y albures en sus letras y presentaciones. Su estilo, un rock sencillo y directo, se combinaba con ritmos tan impares como el son, el blues y la cumbia, además de letras con una buena dosis de sátira que retrataban la cotidianeidad de la vida en la Ciudad de México y elementos de su cultura popular. En su canción El Guacarock de la Malinche acuñaron la hoy famosa frase "Todo lo naco es chido". Su nombre se debe al dicho popular "botellita de jerez, todo lo que me digas será al revés".
También fueron pioneros en extraer de la cultura popular la lucha libre y en incursionar en el rock en español, sentando influencia en bandas posteriores. A la fusión de ritmos populares mexicanos —con la consiguiente reivindicación de los mismos— le denominaron guacarrock, por la combinación de las palabras guacamole y rock. Su actividad a finales de los ochenta y noventa fue definitiva en la formación de un discurso kitsch actual y en la tendencia de la cultura —incluso oficial— mexicana a la inclusión permanente de expresiones populares, siendo muy criticados en su momento por ello y reivindicados hoy en día.
En su apariencia siempre estuvieron basados en el punk pero añadiendo detalles mexicanos a su vestimenta, como los vaqueros con botonaduras de charro, las espuelas en los tenis, tatuajes con detalles netamente nacionales, camisetas sin mangas o de colores oscuros con emblemas folklóricos.

## Popularidad
Pese a que cuando se formó la banda el rock mexicano era un movimiento mayoritariamente subterráneo, Botellita de Jerez produjo temas bastante exitosos, y la mejor muestra de ello es la canción "Alármala de Tos", de su disco debut, popularizada en 1996 por Café Tacvba.[cita requerida]
Después de tres discos, Sergio Arau dejó la agrupación en 1988, y en su lugar se integraron Santiago Ojeda (guitarra y voz), Benjamín Alarcón (teclados) y el Sr. González (percusiones y voz). Los cambios dieron como resultado una variación en el estilo de la banda, y produjeron temas más pretenciosos y también algunos más irreverentes. La nueva alineación del grupo redujo la influencia de estilos como la música norteña y el mariachi, e incluyó más elementos de cumbia y de pop. En sus últimas producciones son más notorias las composiciones de "El Mastuerzo". Dio como resultado el alejamiento de muchos de sus seguidores, aunque la banda siguió trabajando regularmente hasta su desintegración en 1997, año en el que hacen dos conciertos de despedida con todos los miembros que participaron: uno en el Teatro Metropolitan y otro más pequeño en el club Rockotitlán, ambos en la Ciudad de México. El concierto en el Teatro Metropolitan se graba el disco El último guacarrock.[cita requerida]

## Etapa clásica
En un principio, Botellita de Jerez era un grupo que le daba una frescura al rock mexicano por el estilo de crítica humorística. El disco homónimo de 1984 resulta, pues, innovador en su tiempo, no tanto por la música, sino por el estilo lírico. A éste se le conoció como "El Morado" popularmente.
El segundo, titulado "La Venganza del Hijo de Guacarrock" es similar al primero, aunque en este tanto ya mezclan muchos estilos y logran temas que se grabarán en la memoria del público, como "Guacarrock del Santo". El tercer disco, "Naco es Chido" los confirmó como uno de los grupos más importantes de la época, contando con la participación de grandes músicos y compositores: interpretan temas de Guillermo Briseño, Jaime López y Rockdrigo González además de contar con la participación de Álex Lora.

## Segunda etapa
Tras la salida de Arau en 1988, el grupo pasaba por una crisis económica severa (según lo relatado por el propio Vega Gil) así que a partir del siguiente año los botellos dan un giro grande a su estilo, teniendo más mezcla de ritmos aún; se tornan en un estilo más pop y un sonido limpio que da como resultado el disco "Niña de Mis Ojos". La inclusión de Santiago Ojeda, Rafael González y Eduardo Gamboa mejora la ejecución musical, pero cuando la gente estaba asimilando a la nueva Botellita, el lanzamiento del disco "Busca Amor" los colocó en una mala posición, dado que incorporaron elementos a sus sonidos que en ese entonces se consideraban antiéticos del rock, como la cumbia y el rap. En ella incluyeron el tema "Busca amor", una reversión de Cotton Fields, original de Creedence Clearwater. Muchos fanáticos reaccionan negativamente a este cambio de estilo, llegando a considerarlos "vendidos". Inclusive ellos estuvieron en una situación similar a muchas bandas de Rock-Pop de la época (como Caifanes con la Negra Tomasa) que por órdenes de sus disqueras comenzaron a sacar temas con contenido afín a las cumbias y otros ritmos populares en estratos Bajos y Medios, pues en todos estos grupos veían una forma de aprovechamiento comercial más eficiente para generar mayores ganancias para las disqueras comerciales que para los grupos.
Y a partir de este momento es cuando tienen su punto más criticado al participar en conciertos y eventos de Televisa -llegaron a participar en la telenovela juvenil "Alcanzar una estrella", en la película "Más que alcanzar una estrella" al lado de Biby Gaytan, Lalo Capetillo, Mariana Garza y Ricky Martín, y en la obra de teatro "Todo lo que digas será al revés" con Angélica Vale - y cuando alcanzaron más detractores, ya que la idea de las disqueras era volverlos un grupo comercial y rentable, presentándose en bailes populares y otros eventos masivos patrocinados por la misma televisora de San Ángel. En esta etapa grabaron la cumbia-rock "Abuelita de Batman", que se transmitió en radiodifusoras gruperas y tropicales y que se volvió un éxito comercial a principios de los noventa. Inclusive la canción fue integrada a la película de comedia y parodia Barman y Droguin, con las actuaciones de Víctor Trujillo y su pareja cómica Ausencio Cruz quienes también actuaban en el programa de "La Caravana" de la hoy extinta Imevision.

## Reunión y despedida
No es sino hasta 1994 cuando, ya sin Benjamín Alarcón; Armando, Francisco, Santiago y el Sr. González componen el disco "Forjando Patria" que se edita bajo el sello Culebra Records. Buscando el regreso a las raíces del grupo para así reivindicarse con ellos mismos y con su público.
Este disco logra su cometido, pues con letras muy bien logradas y un sonido y ejecución excelente se obtuvo material acorde a su estilo original, lo que hace que la crítica lo nombre como el mejor disco de la historia de la banda y uno de los mejores discos del rock mexicano de la época de los 90. Aunque les costaría ganarse de nuevo al público rockero y alternativo, poco a poco terminaron por ganárselo.
Para 1996 el grupo Café Tacvba lanza algunos covers de sus canciones, entre ellas Alármala de Tos, el cual ha mantenido divididos a los seguidores de ambos grupos, argumentando que "los Tacubos" no son un concepto que encaje con lo que "Los Botellos" habían comenzado e iniciado en el Rock Mexicano. Pero fuera de lo que el público discutía, las dos bandas tienen una buena amistad, y los Tacubos son fanes de botellita, incluso los botellos fueron una de las mayores influencias en sus inicios.
Para ese entonces Se edita el disco Superespecial de Botellita de Jerez. Grabado en directo en La Planta de Luz los días 14 y 15 de febrero de 1996. Incluyendo a Fernando "El Androide" Andrade en la alineación tras la salida de Santiago Ojeda y con colaboraciones de Jorge Luis "Cox" Gaytán y Ernesto "El Canalla" Anaya. Una edición limitada incluía una historieta y la contraportada haciendo alusión al disco morado pero presentando al "horrible músico de dos cabezas" (el Sr. González y Fernando Andrade) sustituyendo a la imagen de Sergio Arau.
En 1998 deciden separarse con un espectáculo en vivo, donde asistieron todos los que en algún momento llegaron a ser miembros de la botella, e incluso Rubén Albarrán (vocalista de Café Tacvba), del cual también se tiene el disco denominado "El Último Guacarrock".

## Trabajos solistas
Cada uno de los integrantes ha llevado proyectos y obras importantes luego de separarse. 

### Sergio Arau
Sergio Arau es un artista plástico hijo del director Alfonso Arau, en su obra plástica, principalmente caricatura, fue pionero en incluir la temática de la lucha libre en el arte, creador del término art-nacó su obra tuvo una recepción negativa por la prensa especializada y no logró el éxito que tuvo como músico. Grabó dos discos con el grupo La Venganza de Moctezuma, donde siempre reivindicó la cultura popular mexicana. Además, formó a su salida de los botellos el grupo "Sergio Arau y los mismísimos ángeles" el cual no tuvo mayor trascendencia. Como cineasta debutó en 2004 con la película Un día sin mexicanos y ha producido algunos videoclips.

### Francisco Barrios "El Mastuerzo"
Francisco Barrios "El Mastuerzo" es un personaje del activismo social y talentoso compositor en solitario. Fundó el movimiento de los roleros en 1997, la asociación Kloakas Komunikantes y realiza con frecuencia actividades contraculturales. Ha grabado los discos Prohibido, Podrid@ y Tributo a la Otra Kanción Popular Mexicana. Actualmente es líder del grupo Los Jij@s Del Maíz.

### Armando Vega Gil
Armando Vega-Gil ha continuado la labor de escritor, incluso llegando a ganar premios a nivel nacional. Editó el libro "Diario íntimo de un guacarroquer", donde narra lo vivido en Botellita de Jerez. Integraba el grupo de sátira política Palomazo Informativo. También ha incursionado en el cine, escribiendo libretos y también dirigiendo cortos y videos musicales.

### Sr. González
El Sr. González, Rafael Alonso González Villegas, ha tocado tumbas en el unplugged de Café Tacvba. En 1998 lanzó su álbum debut titulado "El Sr. González y los Cuates de la Chamba", disco de rock mexicano con canciones de la autoría del Sr. González, donde explora el rock pop, la electrónica, el reggae y el funk, con la colaboración de 32 músicos de la escena. El disco fue incluido con el número 64 en el ibro “Los 100 Discos Esenciales del Rock Mexicano”.
En el 2007 lanzó "El Grao", en el 2011 "Un mundo frágil", y en el 2014 "Superviviente de mí" Durante el 2016, inició la publicación de su trilogía de libros 60 Años de Rock Mexicano, en la que realiza una crónica de 1956 al 2016.

### Santiago Ojeda
Santiago Ojeda ha musicalizado películas y creado bandas sonoras para cintas como "La Ley de Herodes".

## ElArrejunte
Realmente la separación de la Botella en 1997 más bien fue como el verdadero arrejunte, ya que en el concierto "El Último Guacarock" Sergio Arau que tocó algunas canciones, vio la excelente respuesta de la gente y la gran amistad que tenía con Armando y Francisco, y ahí se volvió a formar la original Botellita de Jerez. Aunque no estuvieron activos en los escenarios sino hasta 2005, en ese lapso de tiempo hicieron canciones para algunas películas (Un Día Sin Mexicanos, Piedras Verdes, Corazón de Melón), y discos homenajes (Viva Tin-Tan, El Más Grande Homenaje a los Tigres del Norte).
En 2005 los integrantes originales del grupo deciden reagruparse oficialmente e iniciar una exitosa serie de conciertos, dado que el legado y valoración del grupo casi 25 años después de iniciada su labor se ha notado. Han tocado, por ejemplo, en el ring de la Arena Coliseo y en el Festival Vive Latino. Se concreta el proyecto Plan B con un falso documental con la historia del grupo y la supuesta grabación de un nuevo disco que supuestamente se extravió antes de ser masterizado a finales de los noventa. dirigida por Arau llamado finalmente ¡Naco es Chido! estrenado en 2010
En el mismo año se presentan en el programa musical-alternativo de Televisión Azteca denominado Animal nocturno (programa de televisión de México) con la alineación original de la banda, resultando en un espectáculo único, así como una oportunidad para acercar la música de esta agrupación a nuevas generaciones.
A inicios de 2013, a través de sus cuentas de Twitter, Armando Vega-Gil y Francisco Barrios informan que "Sr. González" Rafael, y Santiago Ojeda regresan al grupo para iniciar una gira llamada "Luna Misteriosa".

## La separación de Sergio Arau
En marzo de 2013, Sergio Arau publicó en el sitio botellitadejerez.com un comunicado anunciando su separación del grupo por diferencias personales por segunda vez. En dicho comunicado mostró su desacuerdo con que Vega Gil y Barrios continuaran usando el nombre como pasó en su primera separación en 1988, llamando a los seguidores a no dejarse llevar por la Botellita "genéticamente alterada" y usando la frase "los baticumbios acechan". Según Armando Vega Gil el comunicado fue subido al sitio de manera unilateral por Arau, y no les fue consultada la disolución de la banda. Por respeto a la formación inicial del trío de 1983 a 1987, Barrios y Vega Gil decidieron anteponer al nombre de la banda el calificativo "La HH", quedando la nueva banda como "La HH Botellita de Jerez" y sumaron a los músicos Santiago Ojeda y el Sr. González, ambas acciones a semejanza de la primera separación de Arau en 1987.

## #NoPinchesMames
A finales de 2015, ya con Ojeda y González nuevamente a bordo, la banda lanza al mercado su primer disco de estudio original desde 1994, titulado #NoPinchesMames. Retomando la irreverencia y crítica social que les han caracterizado a lo largo de los años, las letras del álbum incluyen referencias literarias a obras como "El Principito" y "La insoportable levedad del ser". 

## Muerte de Armando Vega-Gil y separación
El 1 de abril de 2019, el grupo anunció en sus redes sociales el fallecimiento de uno de sus miembros, el bajista Armando Vega-Gil. Horas antes, el músico había publicado una carta de despedida tras haber sido acusado de acoso sexual contra una menor de edad mediante la cuenta de #MeToo de artistas mexicanos. A raíz de este hecho, la banda anunció su separación, en una conferencia de prensa. Tras este hecho la cuenta #MeTooArtistasMexicanos, cerró su cuenta debido a que no tenía pruebas contundentes del abuso.

## Discografía
- Botellita de Jerez (1984)
- La Venganza del Hijo del Guacarock (1985)
- Naco es chido (1987)
- Niña de mis Ojos (1989) (Descontinuado)
- Abuelita de Batman Maxisencillo (1990) (Descontinuado)
- Busca Amor (1990) (Descontinuado)
- Forjando Patria (1994) (Descontinuado)
- Superespecial Un Plug (1996)
- El Último Guacarrock (1998), En Vivo en el Teatro Metropólitan.
- #NoPinchesMames (2015)

Acoplado especial:
- ¡Naco es chido! (la banda sonora) CD Doble (Pentagrama, 2010).

Recopilaciones:
- Todo lo que digas será al revés (1991)
- Mis 14 Éxitos de Oro  (1995) (Descontinuado)
- Estuche de peluche (1999) Reedición de los tres primeros discos y primera edición en CD
- Rock en Español - Lo Mejor de: Botellita de Jerez (2001)
- Lo pior del estuche de peluche (2008)
- Singles (2017)

## Alineaciones según etapas
En toda su historia Botellita de Jerez tuvo variadas alineaciones.

### Etapa Original (1983-1987)
- Sergio Arau
- Francisco Barrios "El Mastuerzo"
- Armando Vega Gil

### Segunda Etapa (1988-1993)
- Francisco Barrios "El Mastuerzo"
- Armando Vega Gil
- Santiago Ojeda
- "Sr. González", Rafael González Villegas
- Benjamin Alarcón

### Tercera Etapa (1994-1997)
- Francisco Barrios "El Mastuerzo"
- Armando Vega Gil
- Santiago Ojeda
- "Sr. González", Rafael González Villegas

A partir de 1998 y hasta 2005 la alineación original de la primera etapa hace colaboraciones esporádicas en distintos proyectos.

### Cuarta Etapa (2005-2012)
- Sergio Arau
- Francisco Barrios "El Mastuerzo"
- Armando Vega Gil

### Quinta Etapa (2013-2019)
- Francisco Barrios "El Mastuerzo"
- Armando Vega Gil
- Santiago Ojeda
- "Sr. González", Rafael González Villegas

## Participaciones en tributos y bandas sonoras
- Homenaje a Los Tigres del Norte (2003) reversionando el tema Jefe de Jefes.
- Homenaje a Tin Tan (2005), reversionando del tema Ese.
- Piedras Verdes - OST (2003) con la canción Si te preguntan por mi.
- Corazón de Melón - OST (2005), con las canciones Corazón de Melón y Cha Cha Cha de mi Gorda.
- Un día sin Mexicanos - OST (2005), con la canción ¿Dónde esta José?.
- La Chava de la Martín Carrera.... (Tributo a León Chávez Teixeiro)  (2010), con la canción El viernes.